# Live in Paris 1975
Live in Paris 1975 — живий альбом англійської групи Deep Purple, який був випущений 5 квітня 2001 року.

## Композиції
1. Burn — 9:46
2. Stormbringer — 5:12
3. The Gypsy — 6:11
4. Lady Double Dealer — 4:35
5. Mistreated — 12:49
6. Smoke on the Water — 11:10
7. You Fool No One — 19:30
8. Space Truckin' — 21:21
9. Going Down — 5:19
10. Highway Star — 11:33

## Склад
- Девід Ковердейл — вокал
- Рітчі Блекмор — гітара
- Джон Лорд — клавішні
- Гленн Х'юз — бас-гітара
- Іан Пейс — ударні